# Burg Neu-Bolanden

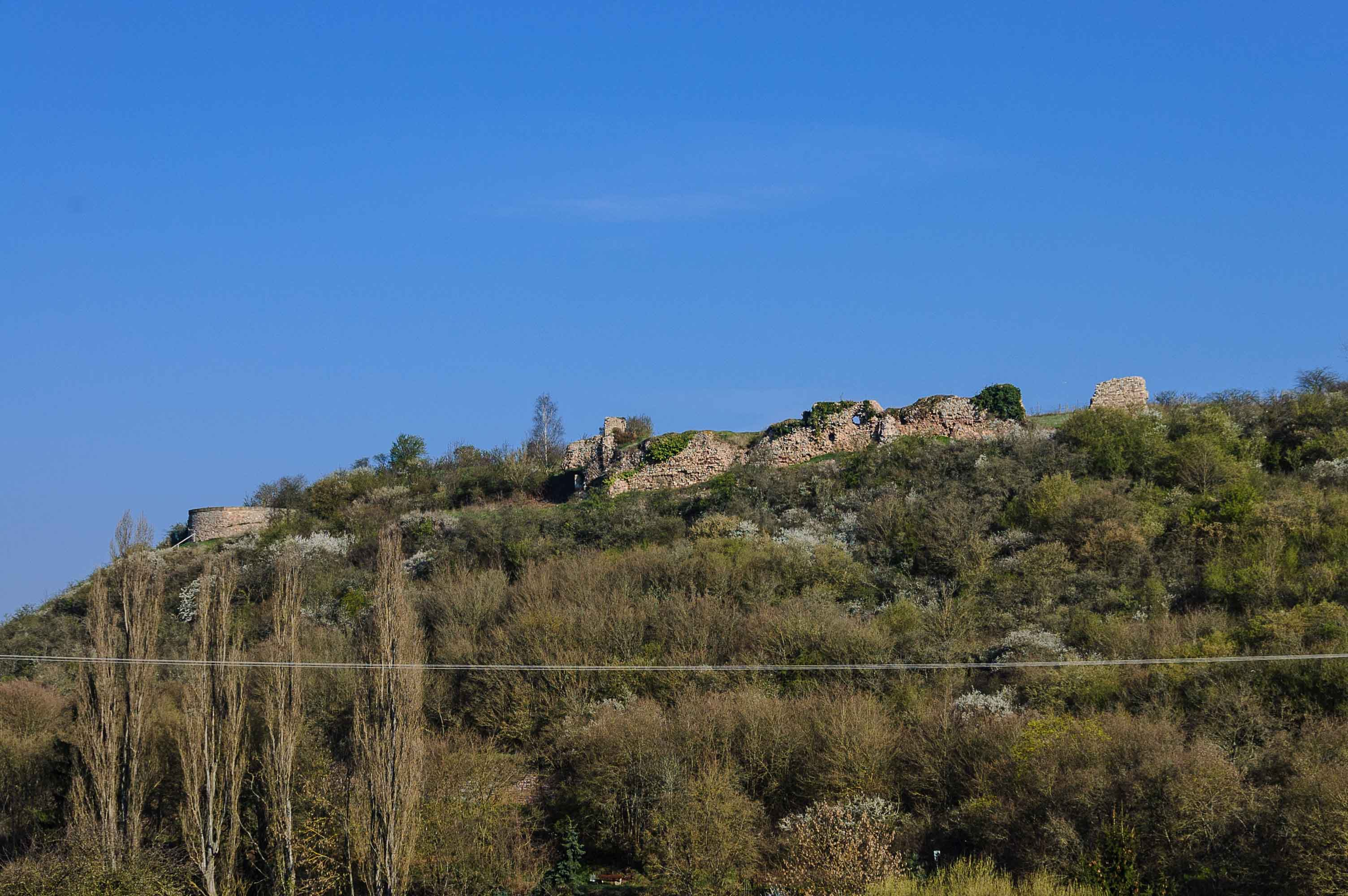
Burgruine Neu-Bolanden, Gesamtansicht

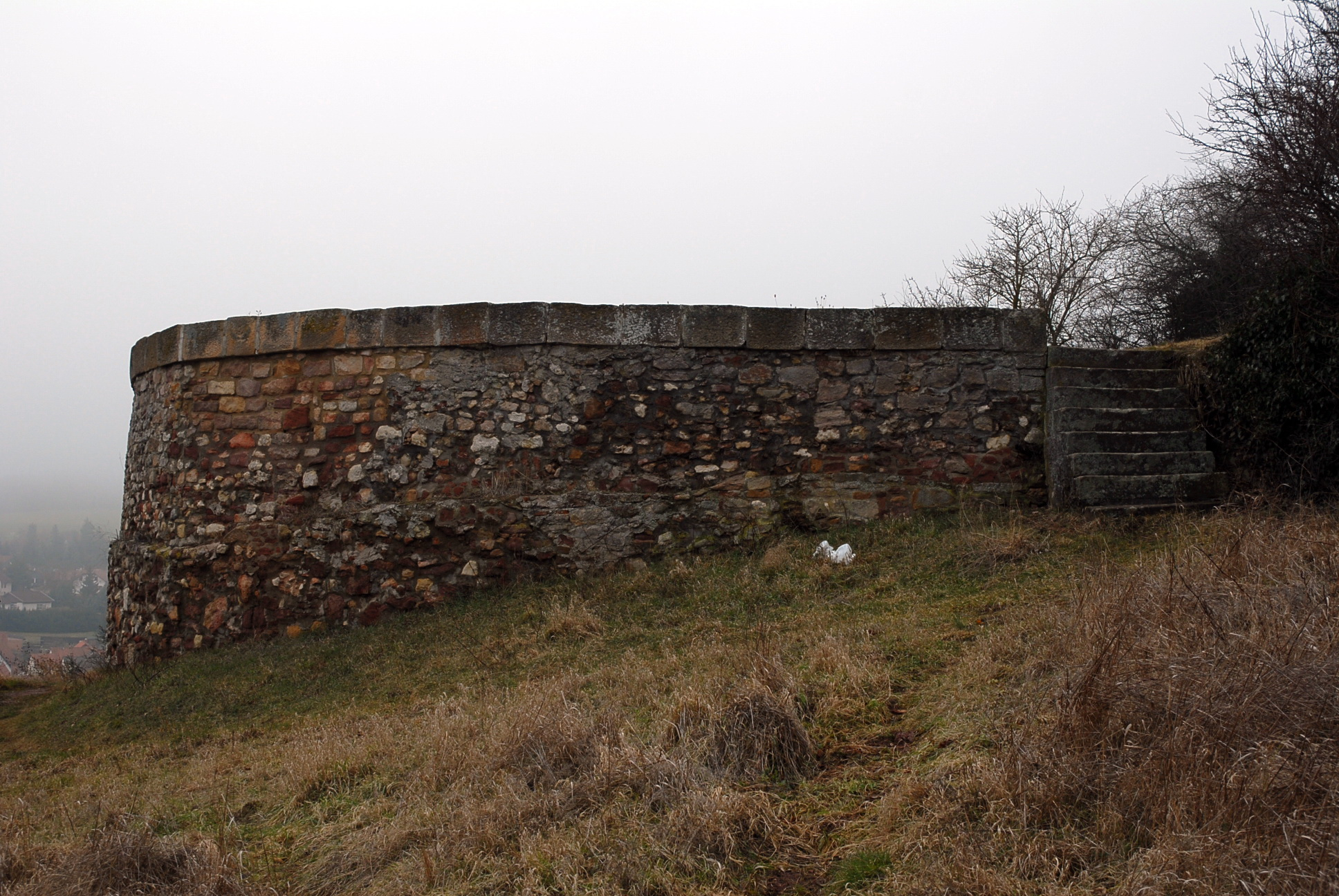
Turmreste, heute zur Aussichtsplattform ausgebaut

Die Burg Neu-Bolanden, auch Neubolanden, ist die Ruine einer Spornburg und heute ein Kulturdenkmal. Sie liegt bei 260 m auf dem 276 Meter hohen „Schlossberg“ unmittelbar östlich der Ortsgemeinde Bolanden im Donnersbergkreis in Rheinland-Pfalz.

## Geschichte
Die Burg wurde im 13. Jahrhundert von den Reichsministerialen von Bolanden erbaut und 1258 bis 1262 erstmals erwähnt. Mit ihrem Bau verlor die nahebei bestehende ältere Burg Altenbolanden an Bedeutung. Beide Burgen erscheinen auch unter dem Namen Burg Bolanden. Die Bolanden waren auch mit Burg Sterrenberg am Mittelrhein belehnt.
Nach der Teilung der Herrschaft Bolanden um 1268 starben beide Linien der Herren von Bolanden um 1288 in ihren weltlichen männlichen Namensträgern aus und blühten nur noch in den Geistlichen Friedrich von Bolanden († 1302), dem Fürstbischof von Speyer, und seinem Neffen Werner von Bolanden († 1324), dem Stiftspropst des Stifts St. Viktor vor Mainz. Die philippinische Hälfte der Herrschaft Bolanden teilten sich die Ehemänner der Töchter, Graf Heinrich I. von Sponheim und Graf Albrecht von Löwenstein. Wie es scheint, veräußerte Graf Albrecht von Löwenstein in der Folge sein Viertel an Graf Heinrich I. von Sponheim. Die wernerische Hälfte der Herrschaft Bolanden ging, ebenfalls in weiblicher Erbfolge, an Werners Enkel Otto I. von Bruchsal.
Im 14. Jahrhundert kam es zu Auseinandersetzungen der Erben um Anteile an der Ganerbenburg und der Grundherrschaft.
Letzter Vertreter der Linie Sponheim-Bolanden war Heinrichs Enkel Heinrich II. von Sponheim-Bolanden († 1393). Die halbe Herrschaft Bolanden wurde mit der Herrschaft Stauf zur Herrschaft Kirchheim und Stauf vereinigt; der Besitz gelangte über seine einzige Tochter Elisabeth († 1381), die mit Kraft IV. von Hohenlohe-Weikersheim verheiratet war, an deren Tochter Anna († 1410) und ihren Ehemann Graf Philipp von Nassau-Saarbrücken-Weilburg († 1429). Somit kam diese Hälfte der Burg und Herrschaft in den Besitz des Hauses Nassau. Philipps Nachkommen verwalteten "die Herrschaften auf dem Gaue und vor dem Donnersberg" gemeinsam.
Die an die Linie Bruchsal-Bolanden gefallene Hälfte der Burg und Herrschaft Bolanden wurde Mitte des 14. Jahrhunderts Kurpfalz zu Lehen aufgetragen. Das Amt Bolanden kam 1410 an Pfalz-Simmern-Zweibrücken, dann von 1444 bis 1598 an Pfalz-Simmern. Sie diente dann drei Herzogswitwen des Hauses Pfalz-Simmern als Altersruhesitz: von 1480 bis 1486 der Margarete, Tochter des Arnold von Egmond, Herzog von Geldern, und Witwe Herzog Friedrichs I.; von 1515 bis 1521 der Johanna, Tochter des Grafen Johann III. von Saarbrücken und Witwe Herzog Johanns I.; von 1598 bis 1621 der Anna Margaretha, Tochter des Pfalzgrafen Georg Johanns I. von Pfalz-Veldenz und Witwe Herzog Reichards. Als Leibarzt Anna Margarethas wirkte der Autor medizinischer Werke, spätere Schwiegervater des Achilles Uffenbach und Stadtphysicus von Frankfurt am Main, Arnold Weickard, auf Burg Neu-Bolanden.
Während des Bauernkrieges 1525 wurde die Burg ausgeplündert und anschließend niedergebrannt. Die Ruine wurde beim Wiederaufbau zu einem wohnlichen Schloss umgestaltet und diente als Verwaltungs- und Witwensitz. Nach einer spanischen Besetzung (1620–1625) im Dreißigjährigen Krieg wurde die Burg 1689 von den Franzosen während des Pfälzischen Erbfolgekriegs zerstört und um 1822 bis auf geringe Reste abgebrochen.

## Anlage
Ein Gemälde aus dem 17. Jahrhundert vermittelt einen Eindruck der Burg. Weite Bereiche der Burg wurden im frühen 19. Jahrhundert abgebrochen. Von der rechteckigen Anlage in Spornlage sind nur noch wenige Mauerreste vorhanden. Man erkennt noch Reste des Halsgrabens.